# Экономный штрих
Экономный штрих (англ. economy picking) — техника игры на гитаре, являющаяся гибридом свипового штриха и переменного штриха. Экономный штрих предполагает использование переменного штриха кроме случаев, когда идёт переход на другие струны. В этом случае гитарист меняет его на свиповый штрих в направление движения: ход вверх, если переход идёт на струну выше, ход вниз, если переход идёт на струну ниже. Цель состоит в том, чтобы минимизировать движение звукоизвлекающей руки, а также избежать «прыгающего» движения через струну до её штрихования, как это часто происходит в переменном штрихе. Таким образом, структура данного штриха восходящей трёхнотной гаммы струны будет выглядеть так: DUDDUDDUD. Нисходящая структура начинается так же, как и переменный штрих (до первого удара): UDUUDUUDUU.

## История экономного/свипового штриха
Использование двух или более нижних или верхних ударов в ряд применяется в джазе по крайней мере с 1950 года. Австралийский гитарист Фрэнк Гамбале — наиболее яркий джазовый представитель, использующий экономный/свиповый штрих. Фрэнк принёс эту технику из Америки в 1982 году и оказал огромное влияние на хэви-металическое сообщество сначала как студент (окончивший с отличием), а затем как преподаватель в GIT (Гитарный технический институт) части IM (Музыкального технического института) в Калифорнии. Франк стал первым гитаристом в полной мере развившим эту технику и применившим её на всех гаммах и арпеджио. Фрэнк использует систему нечётного числа нот, перемещая руку вверх или вниз по струнам и чётного числа нот, чтобы изменить направление. Фрэнк Гамбале демонстрирует это в своих учебных книгах и видео. Этот подход имел некоторую критику, так как Фрэнк пропускает ноту в гамме или добавляет хроматическую ноту для облегчения смены направления во время игры чётных нот. Следовательно гамма уже не чистая, а увеличенная и уменьшённая. Сторонники этого подхода утверждают, что данный метод обеспечивает чистоту гаммы и удовлетворяет правило четного числа нот. Чтобы изменить направление надо подняться на одну из 3 нот струны, а затем спуститься на следующую. Таким образом, есть 4 ноты, сыгранные полностью на верхней струне с ми и нижней струны с ми. Эти две формы могут быть циклически повторятьсяя в упражнении для экономного штриха.
Использование свипового штриха можно услышать на альбоме Ингви Мальмстина Powerhouse. Ингви отправил свою демку Марку Варни из Shrapnel Records. Марк пригласил Мальмстина для выступления в Калифорнию, и Ингви совершил свою поездку из Швеции в конце 1982 года, присоединившись к группе Steeler, которая находилась под лейблом Shrapnel Records. Ингви сыграл вживую на сцене Лос-Анджелеса с группой Steeler в 1983 году.
Гамбале и Мальмстин сначала внедрили свиповый штрих в среду гитаристов Лос-Анджелеса, а затем, в конечном счёте, и в остальную часть мира.
Лес Пол мог видеть исполнение экономного/свипового штриха в 1953 году на видео с 1:10
Ян Аккерман, гитарист голландской группы «Focus» мог видеть исполнение свип-арпеджио на шоу NBC «Midnight Special» 5 октября 1973 во время исполнения песни «Фокус Покус» на 2:53
Чет Аткинс также мог видеть исполнение пятиструнных свипов в 1975 году в песне «Jerry’s Breakdown» своего соотечественника Джерри Рида на 1:13
Ингви Мальмстин широко использует свиповый штрих на своём альбоме Rising Force в 1984 году, так же как и Винни Мур на своём Mind’s Eye 1986 года выпуска.
Майкл Анджело Батио использует смесь переменного и свипового штриха в своём стиле, также как и Джефф Лумис.
Основа современного металического стиля — это использование в гаммах переменного штриха и свипового штриха для арпеджио, придуманное музыкантами из Shrapnel Records: Ингви Мальмстином, Винни Муром, Полом Гилбертом, Брюсом Буллетом, Джейсоном Беккером, Марти Фридманом и Ричи Коценом.
Примечательно, что Пол Гилберт отошёл от свиповых арпеджио в пользу пропуска струн в арпеджио.

## Цыганский штрих
Штриховая техника цыганского джаза была описана в качестве экономного штриха, но с оговоркой, что когда модель переключается от струны к струне, будет выполнен другой удар. Например, при переходе от G на В струну, медиатор будет двигаться в том же направлении, что и на E струне. Эта техника была разработана Джанго Рейнхардтом в 1930 году.